# Shaha Ali Riza

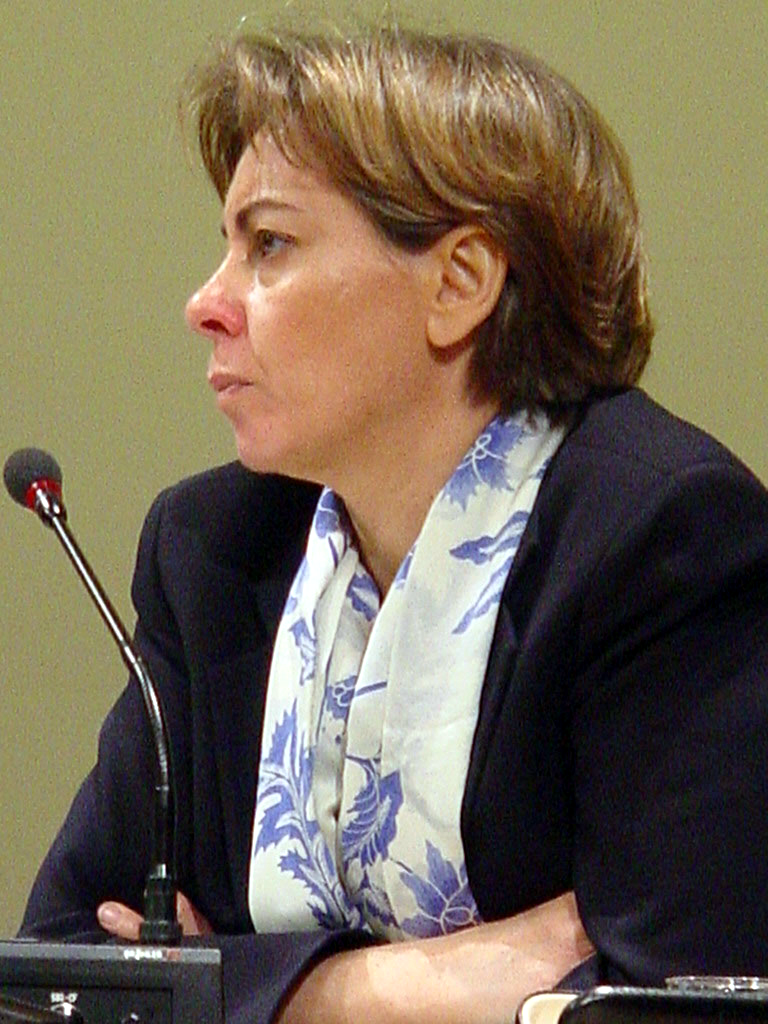
Shaha Ali Riza (2003)

Shaha Ali Riza (Arabisch: شاها علي رض) (geboren in 1953 of 1954) is een Libisch medewerkster van de Wereldbank.
Riza studeerde in Engeland aan de Universiteit van Oxford en de London School of Economics. Ze spreekt Arabisch, Engels, Frans, Italiaans en Turks. Ze staat vooral bekend als voorvechter van vrouwenemancipatie.
Ze werd internationaal bekend toen ze als de vriendin van Paul Wolfowitz samen met hem in opspraak raakte omdat Wolfowitz haar, nadat hij president van de Wereldbank geworden was, op eigen gezag een promotie en flinke loonsverhoging gaf. Ali Riza had om overplaatsing verzocht omdat haar partner bij de  Wereldbank zou komen te werken en zij geen belangenconflicten wilde, maar haar partner handelde op eigen gezag zonder ruggespraak en dekking van de organisatie. Ali Riza behield haar functie, maar haar partner nam uiteindelijk ontslag.